# Robert Jocelyn
Jocelyn Robert (26 octobre 1756 – 29 juin 1820) est un soldat et un homme politique irlandais.

## Biographie
Il est titré L'Honorable dès sa naissance, en 1771, puis vicomte Jocelyn de 1771 à 1797. Il est le fils aîné du 1er comte de Roden et de Lady Anne Hamilton, fille de James Hamilton.
Il est commandant d'une compagnie de dragons, surnommés « les Foxhunters. » Il acquiert une grande notoriété au cours de la Rébellion irlandaise de 1798. Il joue un rôle de premier plan dans le massacre du Gibet Rath à Curragh à Kildare, le 29 mai 1798, où 350-500 insurgés, qui se sont rendus, et sont tués de sang-froid. Pour la défense de Roden, on peut dire qu'il a agi sur les ordres de son supérieur, le général Duff, et que l'action a été largement tolérée à l'époque. En septembre ses dragons jouent un rôle crucial dans la défaite finale de l'armée française à la bataille de Ballinamuck: Lord Roden accepte la reddition du général Humbert.
Il devient comte de Roden , en 1797, après la mort de son père Robert Jocelyn (1er comte de Roden) et est nommé chevalier de l'ordre de Saint-Patrick le 13 novembre 1806. Il représentr Maryborough à la Chambre des communes irlandaise entre 1776 et 1778. Entre 1783 et en 1797, il siège en tant que député pour Dundalk. Il refuse un titre de marquis, car il n'avait pas la fortune nécessaire pour soutenir une telle position.
Il est nommé Custos Rotulorum de Louth, en 1820.

## La famille
Il épouse:
1. Frances Théodosia Bligh, fille du très Révérend Robert Bligh, doyen de la faculté de Elphin et Frances Winthrop, le 5 février 1788, à l'Église Saint André :
  1. Robert Jocelyn (né le 27 octobre 1788, décédé le 20 mars 1870)
  2. James Bligh Jocelyn (mort en juillet 1812)
  3. Thomas Jocelyn (mort en février 1816)
  4. George Jocelyn
  5. Frances Théodosia Jocelyn (1795 – mai 1820), épouse Richard Wingfield
  6. Anne Jocelyn (mort en octobre 1822)

1. Juliana-Anne Orde, fille de John Orde de Weetwood Hall, en 1804:
  1. John Jocelyn (1805-1869)
  2. le major Auguste George Frederick Jocelyn (1811-1887)